# 克奈特林根
克奈特林根是德国下萨克森州的一个市镇。总面积17.57平方公里，总人口823人，其中男性426人，女性397人（2011年12月31日），人口密度47人/平方公里。